# Belfast
För andra betydelser, se Belfast (olika betydelser).

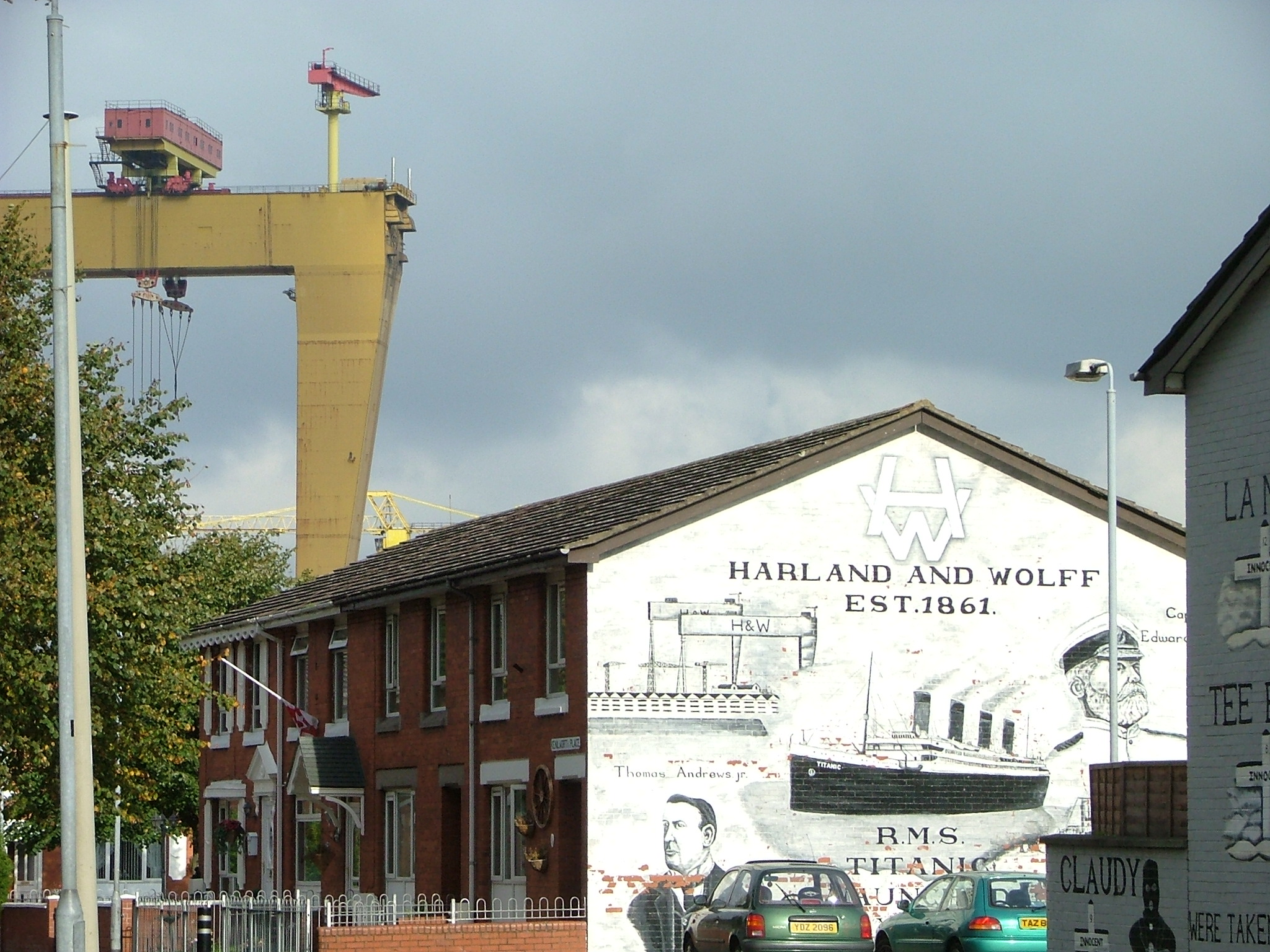
Väggmålning på Newtownards Road (östra Belfast i bakgrunden). Harland and Wolffs skeppsvarv. Målningen påminner om det kanske mest kända skepp som byggts på varvet, Titanic.

Belfast (iriska: Béal Feirste) är huvudstad och största stad i Nordirland. Sedan 1973 har staden varit ett administrativt distrikt City of Belfast och omfattar det närliggande området. Vid distriktreformen 2015 tillkom områden från närliggande distrikt.
Staden har fått sitt iriska namn av floden Farset, som nu huvudsakligen är omledd i rör under staden. Idag är Belfasts viktigaste flod Lagan. Staden ligger vid mynningen av Lagan vid Belfast Lough och är omgiven av berg, däribland Black Mountain, Cavehill och Castlereagh Hills.
Belfasts centrum har under senare tid varit föremål för en omfattande upprustning, framförallt i området kring floden. Många delar av staden är bilfria. De viktigaste byggnaderna är från den viktorianska och edvardianska tiden, däribland Queen's Universitys huvudbyggnad från år 1849, rådhuset (1903) och Ulster Bank (1860).
Staden har även världens största torrdocka som är belägen vid Harland and Wolffs skeppsvarv. De två enorma kranarna Samson och Goliath är kända landmärken. Varvet är också känt för att ha byggt Titanic.
Det finns två flygplatser i Belfast: George Best Belfast City Airport vid Belfast Lough och Belfast International Airport vid Lough Neagh.

## Historia
Stadens äldsta historia är okänd, men 1177 skall normandiska erövrare ha uppfört en borg på platsen. 1613 erhöll Belfast stadsrättigheter och vid slutet av 1600-talet hade Belfast omkring 2.000 invånare. Under 1700-talet blev Belfast Ulsters viktigaste hamnstad och under slutet av 1700-talet uppfördes här ett skeppsvarv. Under 1800-talet skedde en stor inflyttning från den irländska landsbygden till den då framväxande industrin i Belfast. I samband med Irlands delning 1920 blev Belfast säte för Nordirlands regering. Under andra världskriget skadades staden svårt av tyska bombangrepp.

## Etniskt delad stad
Belfast har sedan länge varit delat i katolska och protestantiska områden. Efter att The Troubles startade i slutet av 1960-talet har det tillkommit stora avspärrningar mellan stadsdelarna och många av spärrarna är fortfarande kvar, även om Provisoriska IRA har utlyst vapenvila sedan 1997 och staden anses fredlig.
Vissa delar av Belfast är kända för sina politiska väggmålningar, så kallade muralmålningar. I det protestantiska området runt Shankill Road, Newtownards Road och Sandy Row finner man målningar som uttrycker lojalitet till Storbritannien, medan det i de katolska områdena som Falls Road, Ballymurphy, Whiterock, Short Strand och Ardoyne är republikanska ideal som framställs. Här finns också det närmast mytomspunna Milltown Cemetery, där Irländska republikanska armén begraver sina döda från Belfastområdet.
Det nordirländska fredsavtalet från 1998, långfredagsavtalet, har lett till minskat våld, men Belfast är fortfarande en delad stad, där protestanter och katoliker bor åtskilda. Spänningarna i samhället kvarstår och särskilt utsatta är de människor som bor i områden där katolska och protestantiska arbetarkvarter möts.
På flera platser i staden har det byggts höga stängsel eller murar, de så kallade fredsmurarna, för att hålla isär grupperna. Den första restes i västra Belfast mellan det katolska Falls Road och det protestantiska Shankill Road under 1970-talets första år. Nya barriärer har kommit till även efter att fredsavtalet slöts och en del av de gamla har förstärkts och förlängts. I början av 1990-talet fanns det 18 "fredsmurar" i hela Nordirland. Drygt tio år senare är de 40, varav de flesta finns i Belfast.
Det är i Belfasts norra del som situationen är mest komplicerad. Här kan katolska och protestantiska kvarter ligga om vartannat. Och det är vid gränserna mellan områdena som spänningarna är störst. Arbetslöshet och sociala problem bidrar till motsättningarna. Vart femte politiska mord under konfliktåren 1969–1998 skedde i den här delen av Belfast.
Även under 2000-talet har incidenter inträffat men inte i samma omfattning:
- År 2001 blev det oroligheter i Belfast, de så kallade Holy Cross-kravallerna då de katolska skolbarnens föräldrar ansåg att i enlighet med långfredagsavtalet skall barnen kunna gå till skolan Holy Cross Girls Primary School, genom att gå igenom ett protestantiskt område, för att slippa gå en lång omväg. Det är barn från det katolska Ardoyneområdet som går igenom protestantiska Glenbrynområdet. Sträckan de går är 400 meter. Barnen behövde poliseskort, då protestanterna i området tyckte att det var en provokation från katolikerna, och försökte hindra dem från att gå igenom området. En strid bröt ut och de katolska nationalisterna och de protestantiska unionisterna slogs med varandra och polisen. 21 personer skadades. Efter förhandlingar löstes konflikten.

- År 2001–2002 började gränsstrider mellan katolska Short Strand och protestantiska Cluan Place efter en trafikolycka där en 19-årig protestantisk pojke kördes ihjäl av en katolik. Detta utlöste en våldsvåg av hämndaktioner från båda håll. Efter att övervakningskameror och högre stängsel sattes upp mellan områdena upphörde våldet.

## Demografi
Den protestantiska majoriteten minskar hela tiden, dels beroende på att många unga protestanter lämnar staden och bosätter sig i Storbritannien. Tidigare dominerade protestanterna Belfast, men nu[när?] börjar katolikerna vara i majoritet. Protestanterna, både från medel- och arbetsklassen, har i hög grad flyttat därifrån och deras hus har ofta övertagits av katoliker. De som bor kvar är ofta äldre och de som inte har råd att flytta, och de känner sig mer och mer undanträngda.

## Galleri

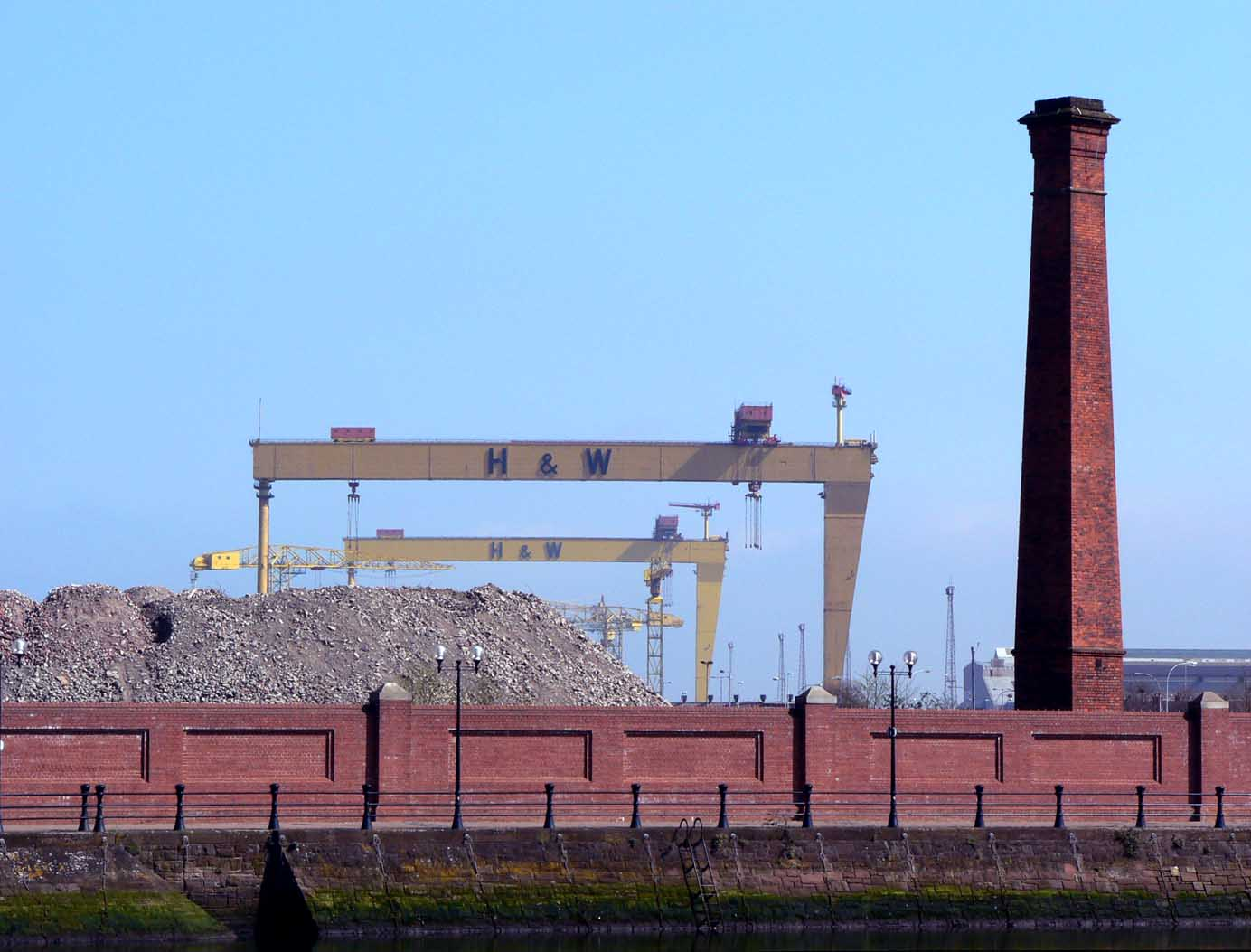
Kranarna på Harland and Wolffs skeppsvarv. Kranarna är 140 m breda och 70 meter höga. Tillsammans kan de lyfta 1 600 ton. Det tyngsta de har lyft tillsammans är 1000 ton, de böjde kranen 30 cm. Goliath är 96 meter hög, Samson är 106 meter hög. De ligger ovanför världens största torrdocka, 556 x 93 meter.
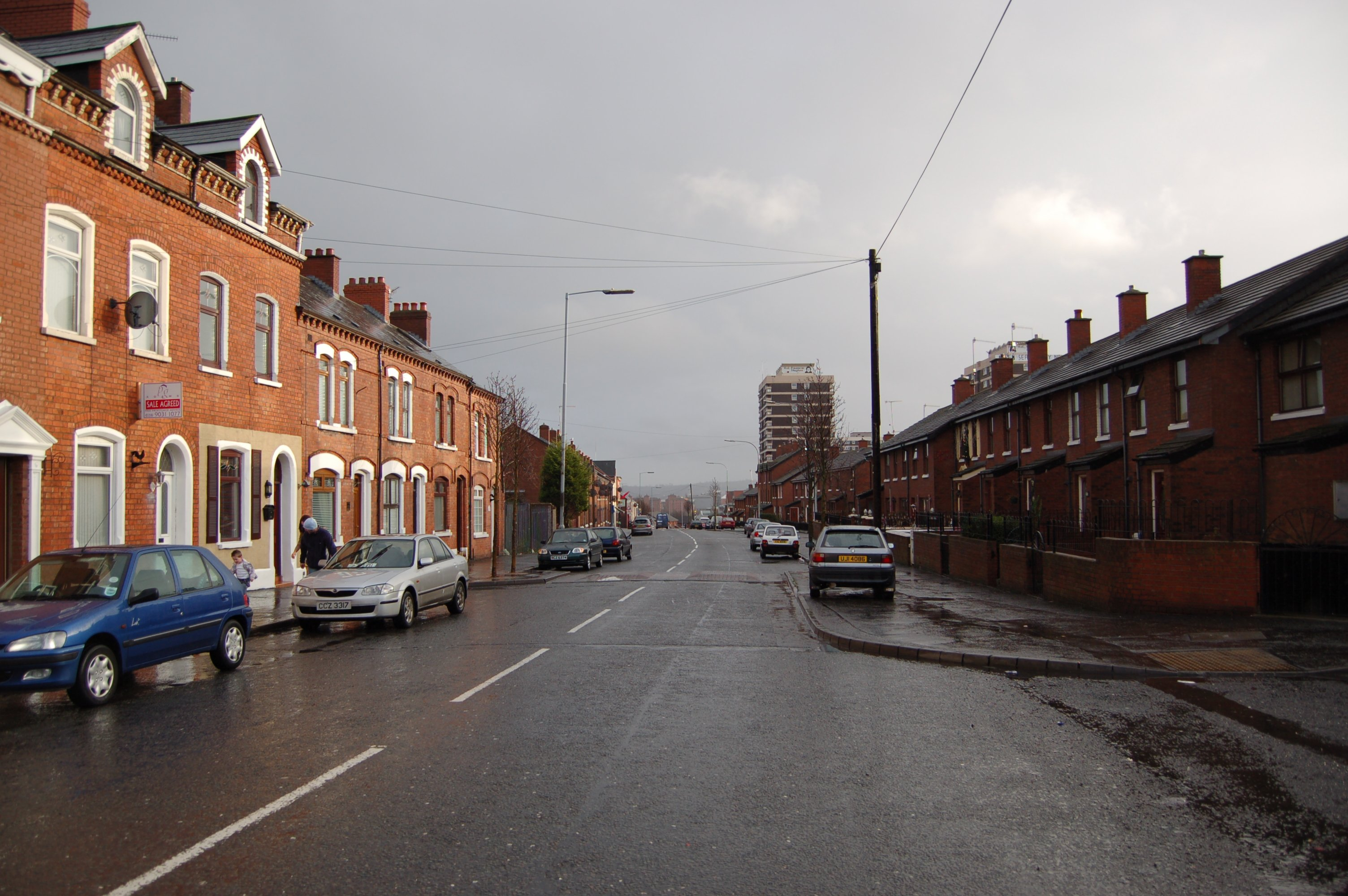
The New Lodge området i norra Belfast
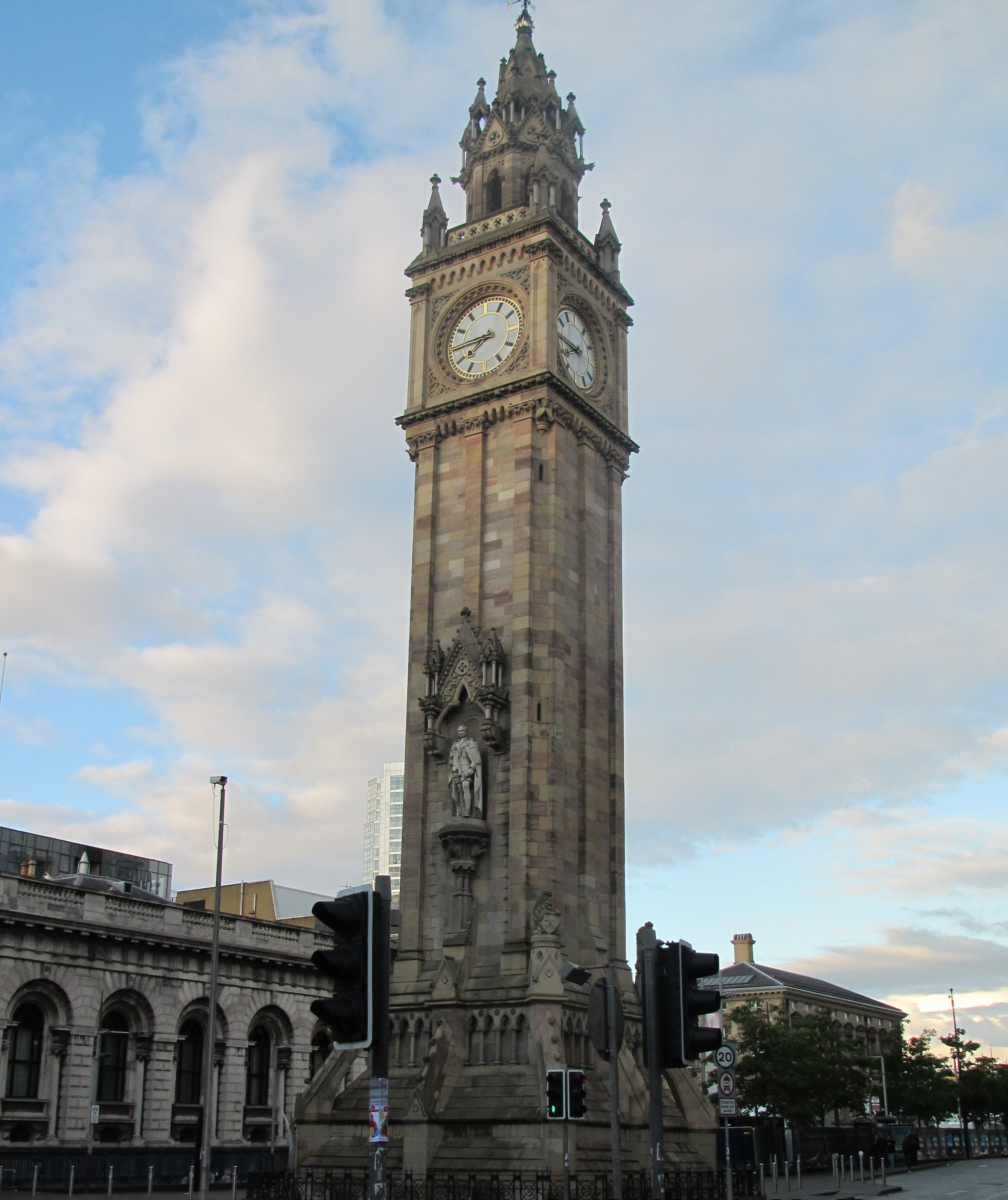
Albert Clock är en av Belfasts högsta byggnader.
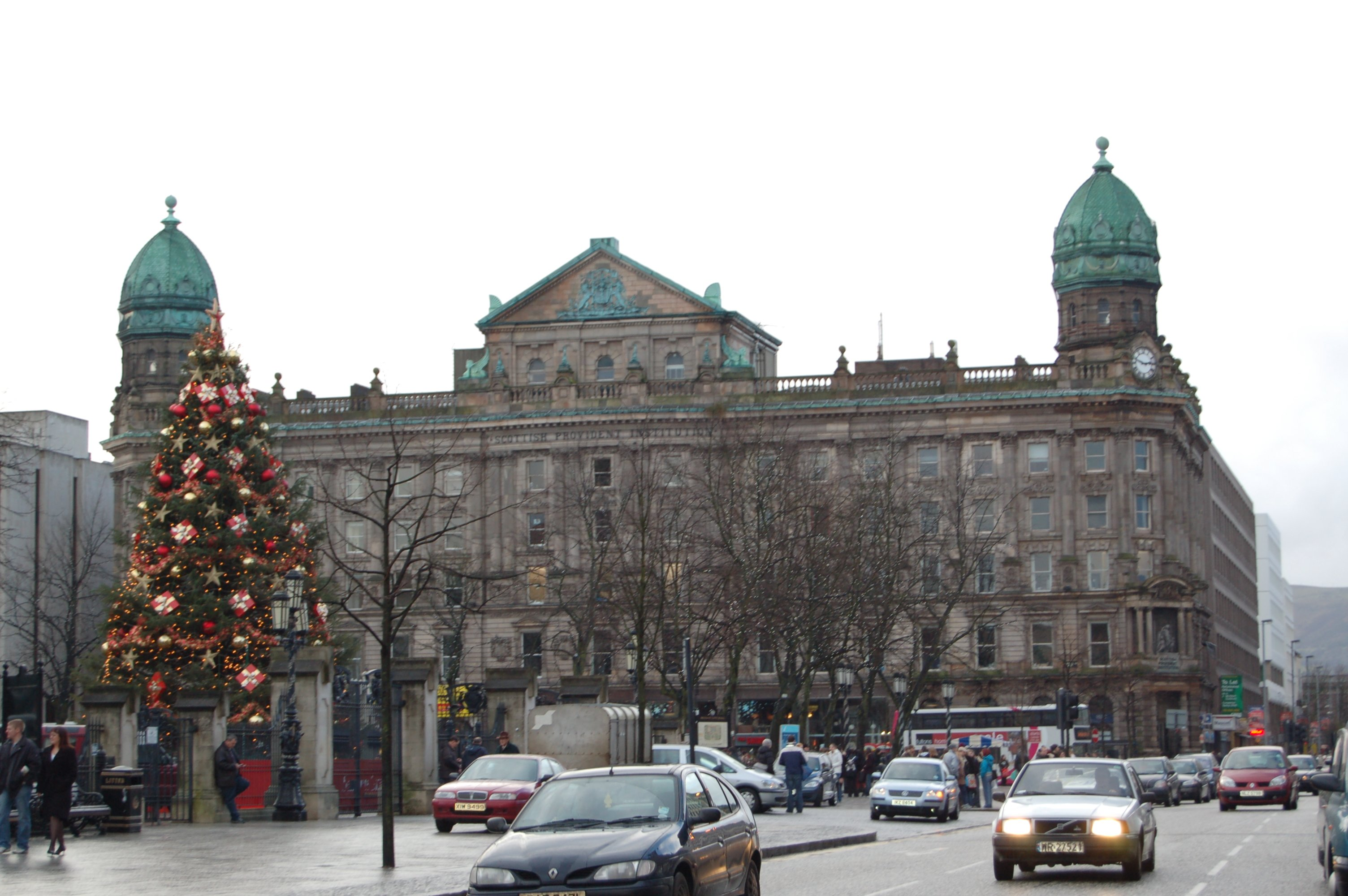
The Scottish Provident building
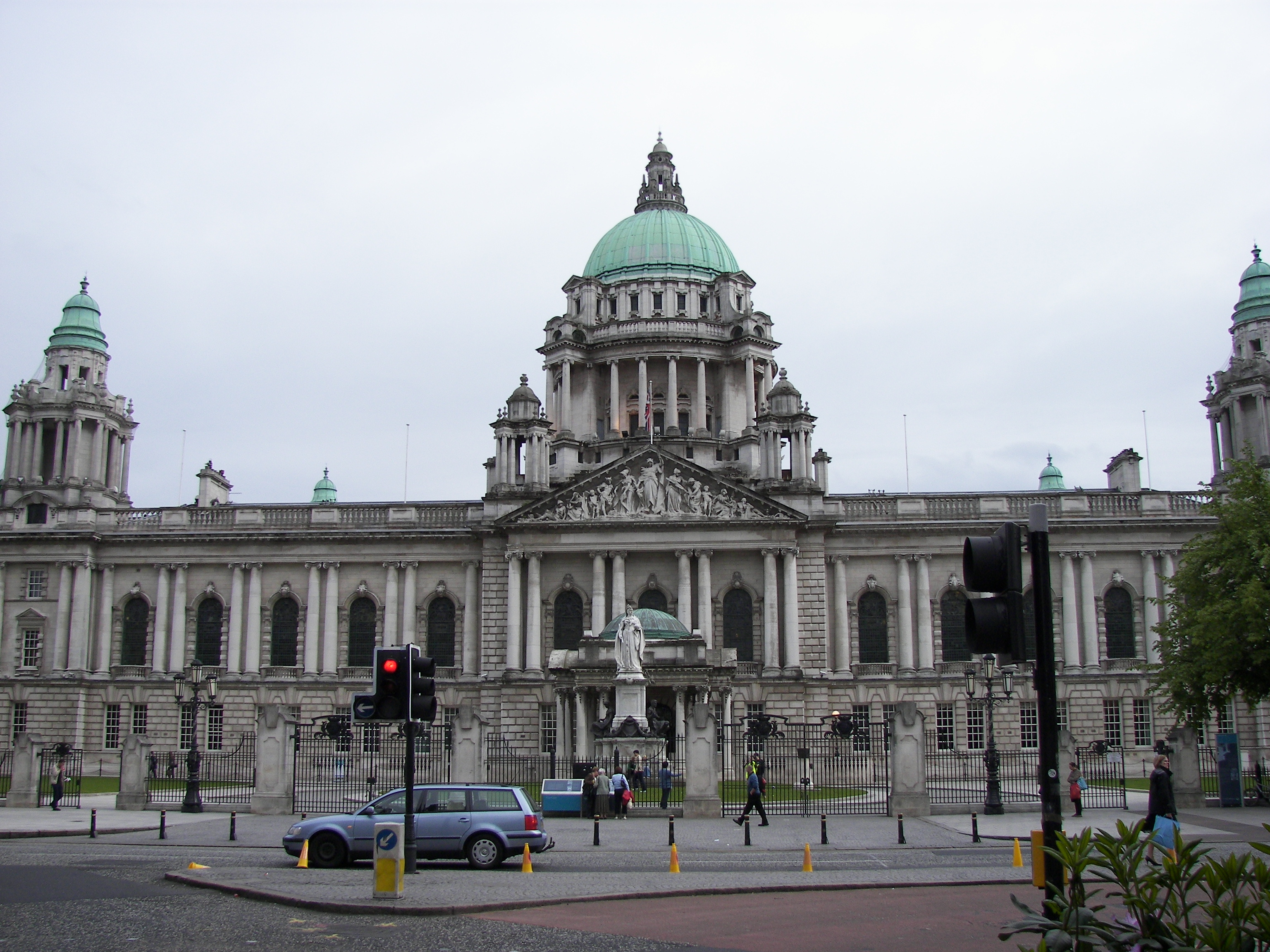
Belfast City Hall
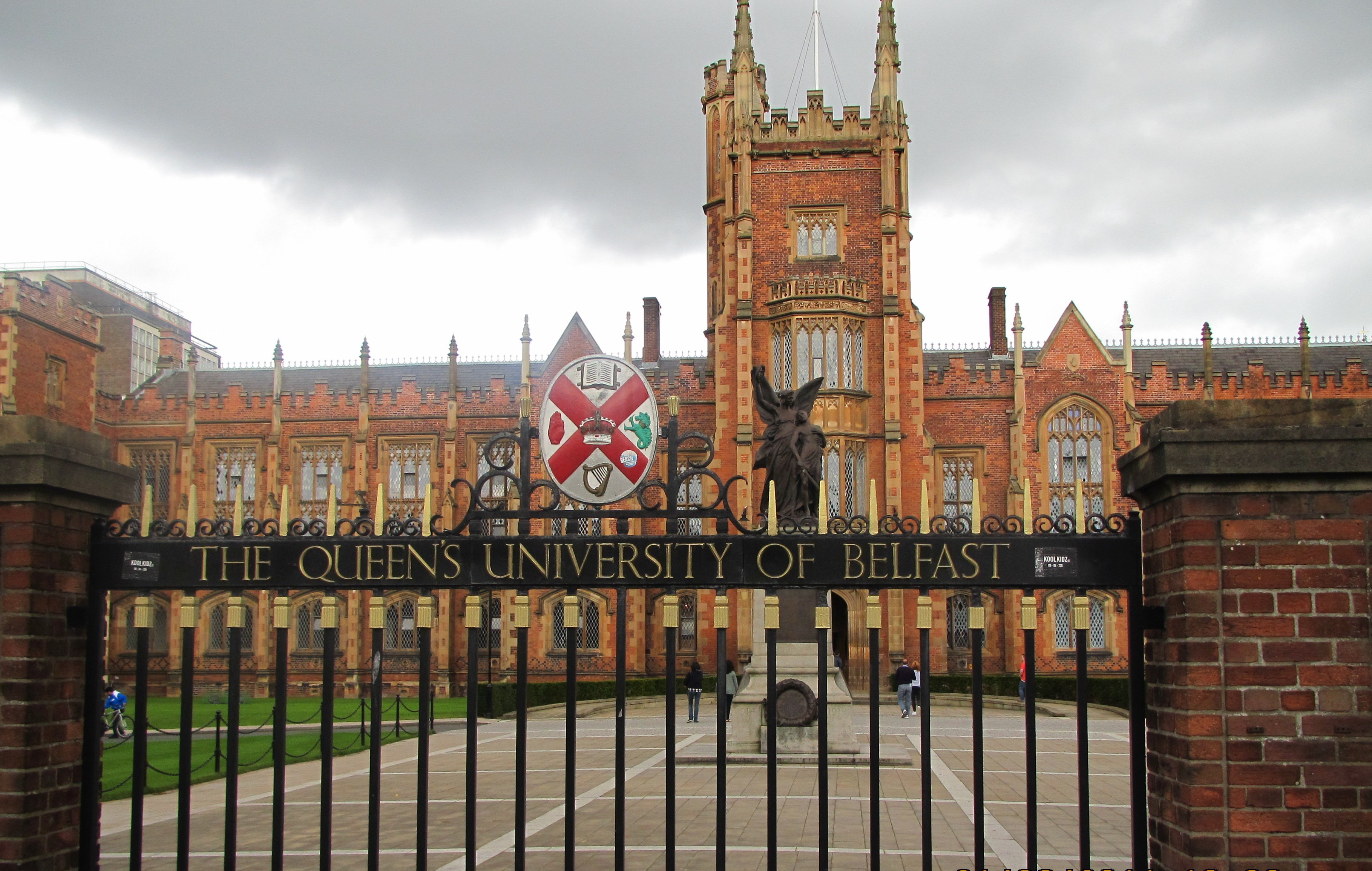
Queen's University of Belfast
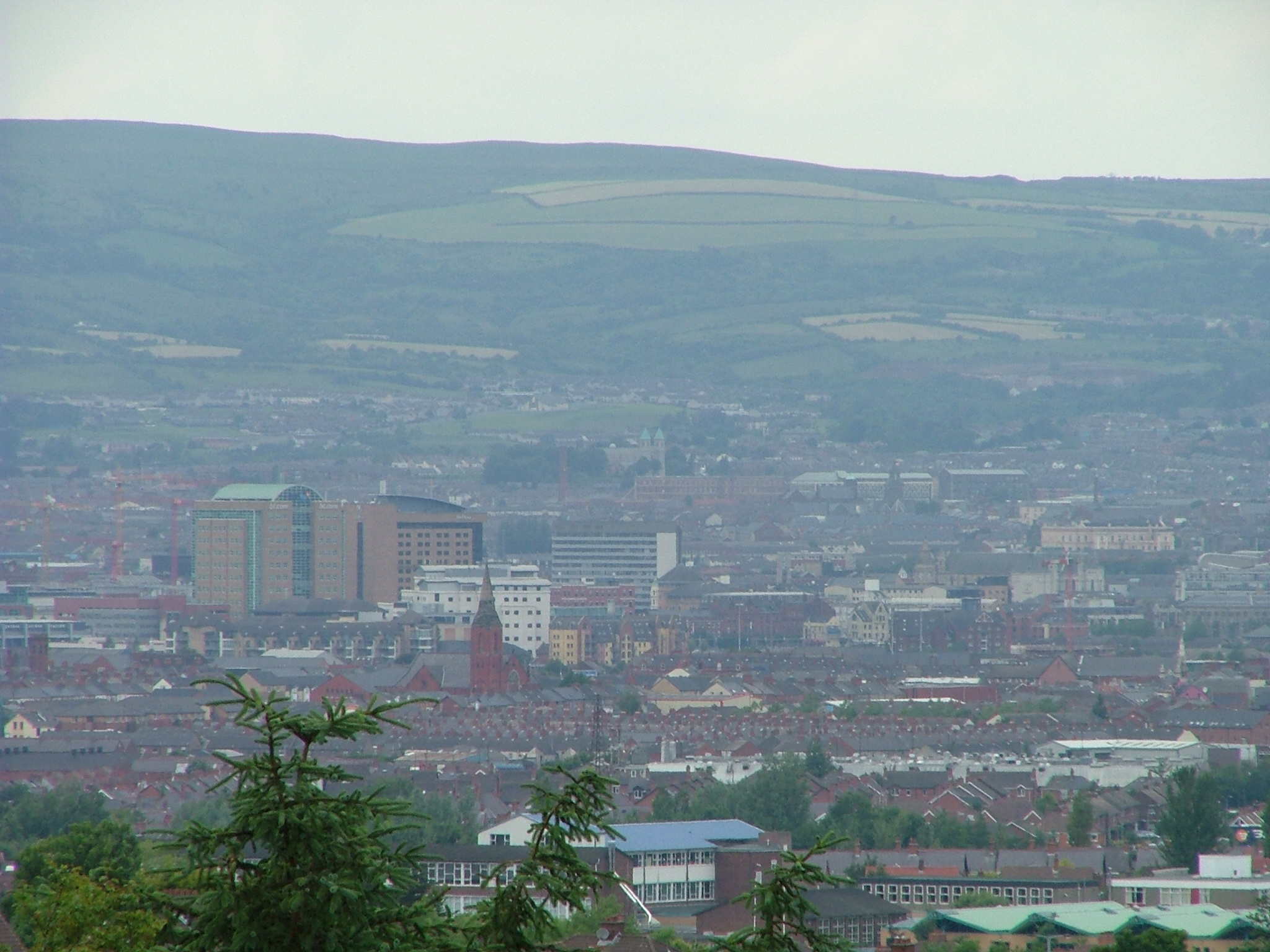
Vy över Belfasts centrum sett från Lower Braniel road.
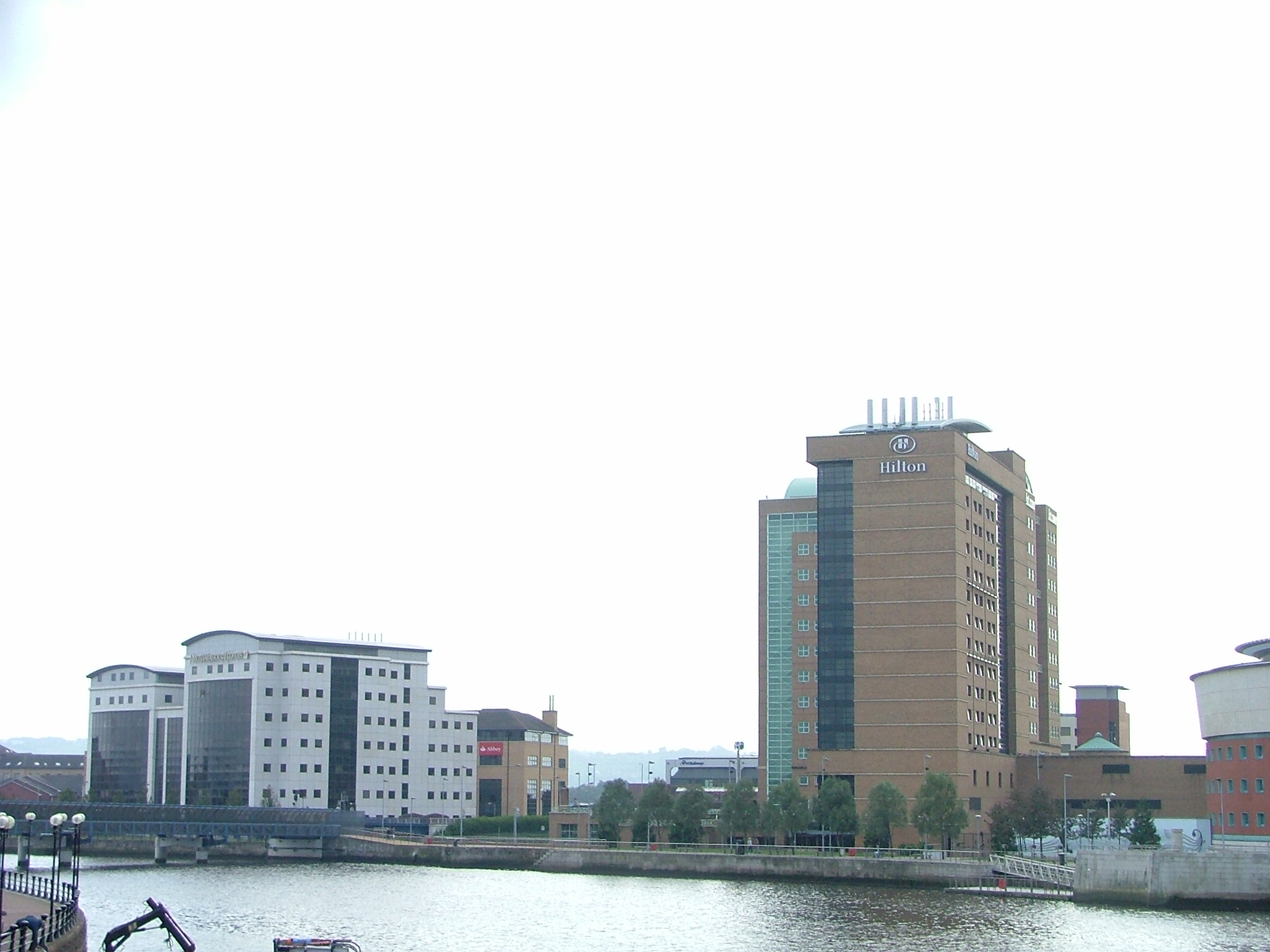
Några kända byggnader i Belfast
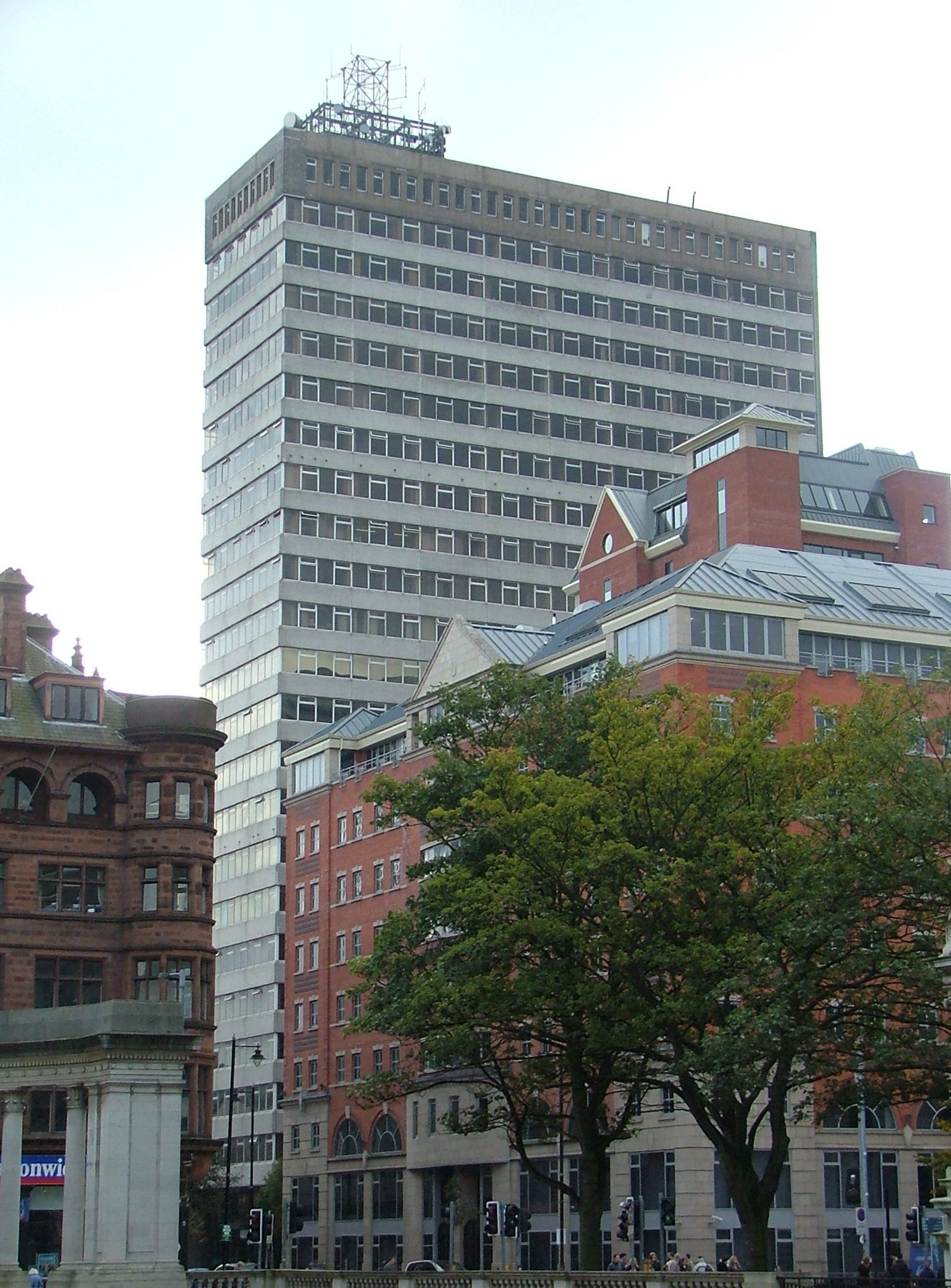
Windsor House, tidigare den högsta byggnaden på ön Irland.
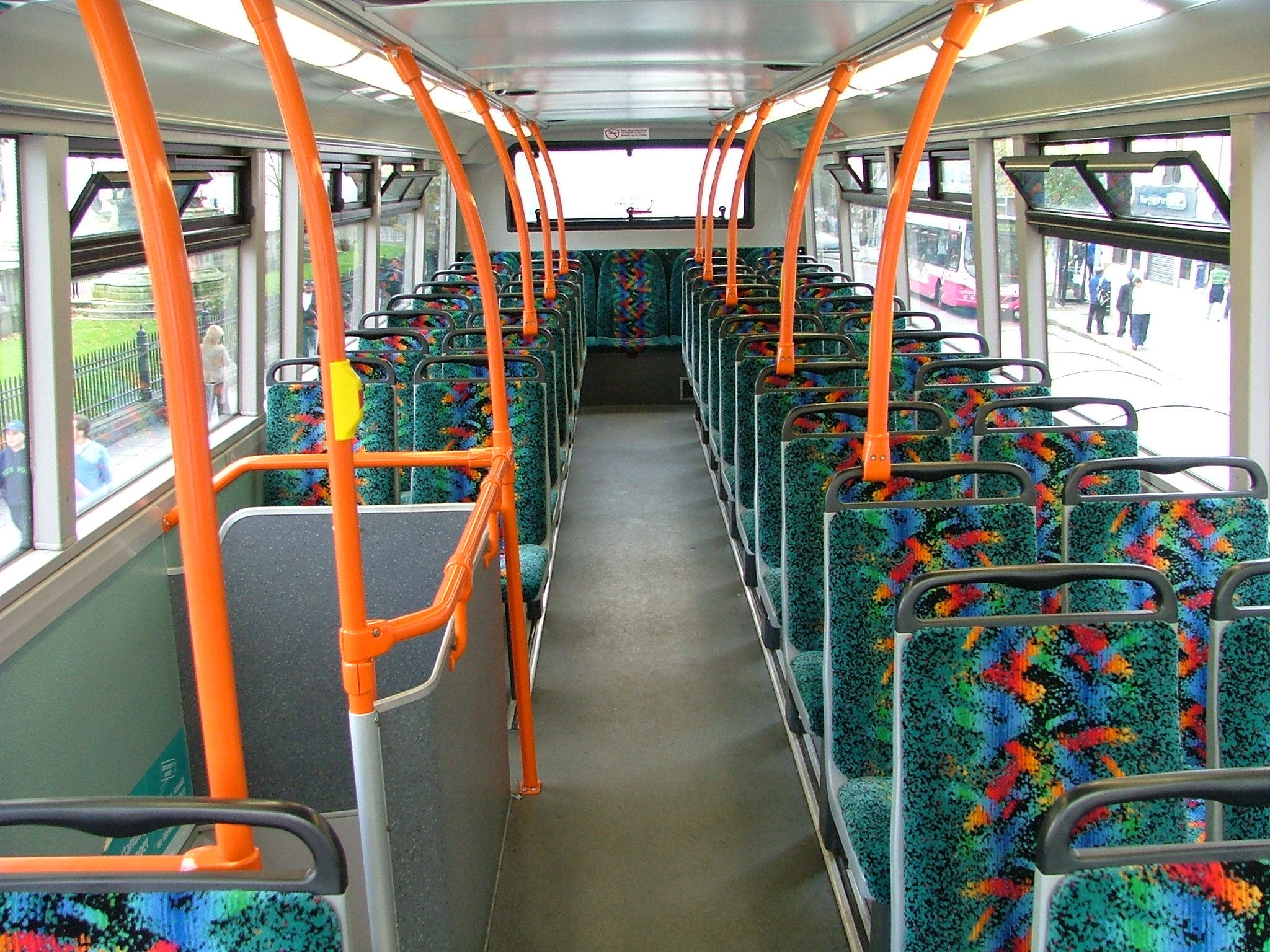
Övervåningen på en stadsbuss
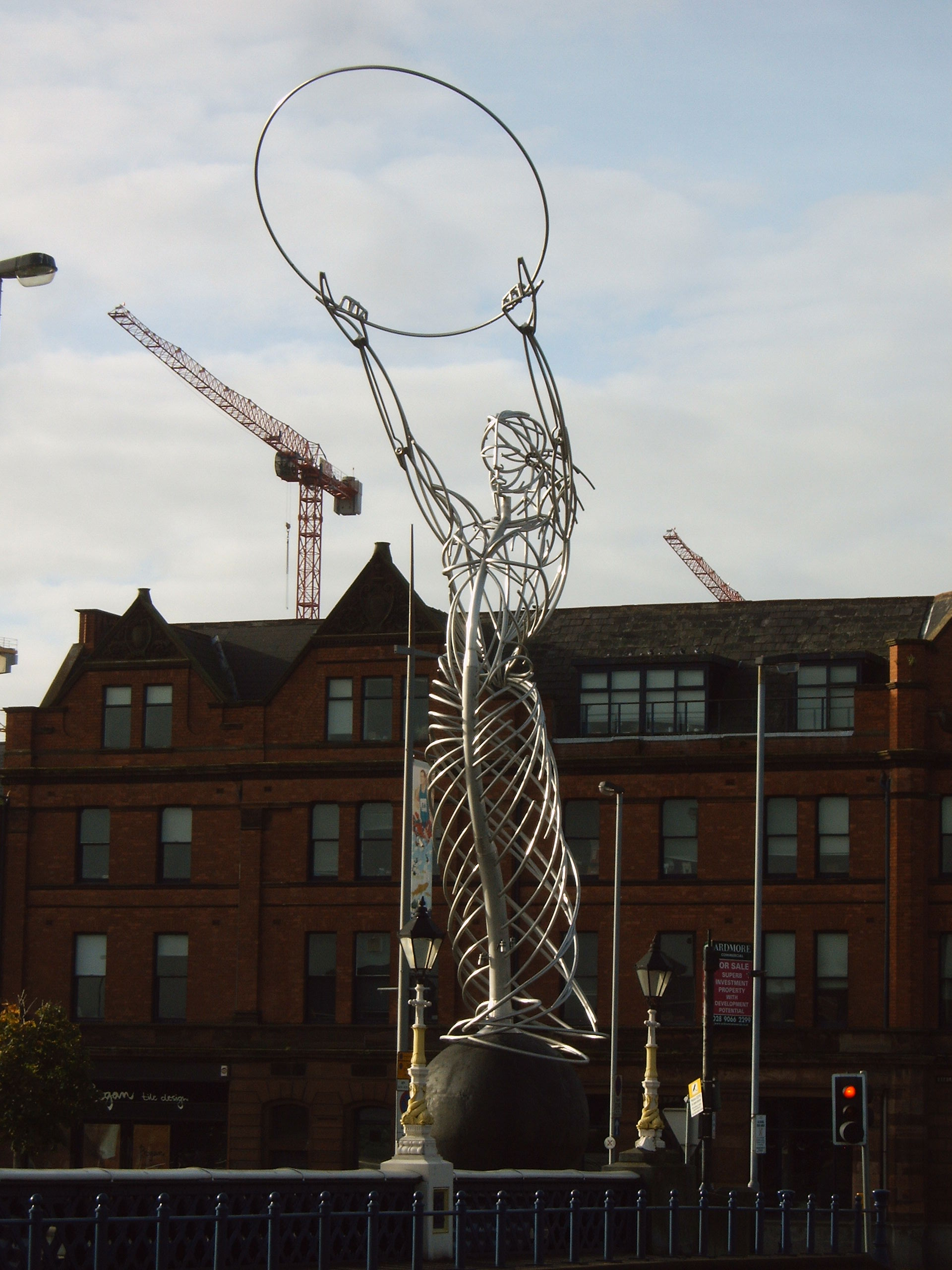
Staty vid Queens Bridge
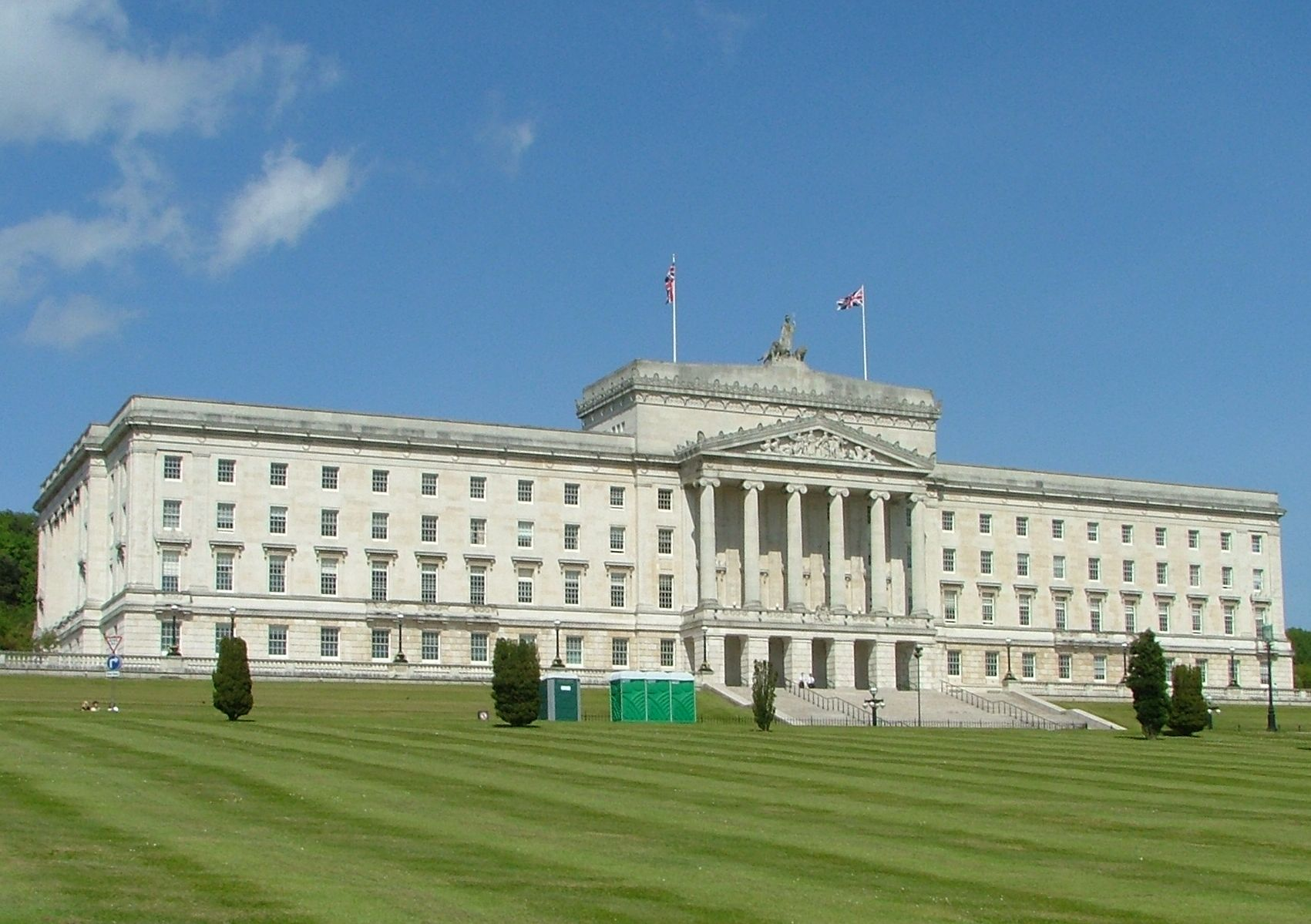
Parlamentsbyggnaden Stormont